# Hubert Seiz
Hubert Seiz, (Arbon, Cantón de Turgovia, 23 de agosto de 1960) fue un ciclista suizo, que fue profesional entre 1982 y 1989. De su carrera deportiva destaca un Campeonato de Suiza en ruta y una etapa al Giro de Italia.

## Palmarés
- 1977
  - 1º en el Tour en el País de Vaud
- 1980
  - 1º en Hegiberg-Rundfahrt
- 1982
  - 1º en Hegiberg-Rundfahrt
- 1988
  - Campeón de Suiza en escalada
- 1983
  - Vencedor de una etapa a la Vuelta a Suiza
- 1985
  - Vencedor de una etapa en el Giro de Italia
- 1986
  - 1º en el Giro de Emilia
  - Vencedor de una etapa al Gran Premio Guillermo Tell
- 1988
  - Campeón de Suiza en ruta

### Resultados en el Tour de Francia
- 1983. Abandona (18.ª etapa)

### Resultados en elGiro de Italia
- 1984. 59.º de la clasificación general
- 1985. Abandona (18a etapa). Vencedor de una etapa
- 1987. 65º de la clasificación general